# 대구시 정
대구시 정은 대한민국의 옛 국회의원 선거구이다. 당시 경상북도 대구시의 일부 지역을 관할했다.

## 역사
제4대 국회의원 선거를 앞두고 대구시 병의 남산동, 대명동, 봉덕동, 대봉동 지역을 분리하여 대구시 정 선거구가 신설되었다.
1963년 1월, 대구시에 구제가 실시되었다. 이에 대구시 정에 해당하는 지역에 남구가 설치되었다. 이에 제6대 국회의원 선거를 앞두고 대구시 남구 선거구로 개편되면서 폐지되었다.

## 역대 국회의원
| 선거   | 정당 | 정당   | 의원   |
| ------ | ---- | ------ | ------ |
| 1958년 |      | 민주당 | 조재천 |
| 1960년 |      | 민주당 | 조재천 |

## 역대 선거 결과

### 대한민국 제4대 국회의원 선거
|  | 70.64% |

|  | 26.74% |

|  | 2.60% |

|  | 0% |

### 대한민국 제5대 국회의원 선거
|  | 73.17% |

|  | 26.82% |